# Holzpellet

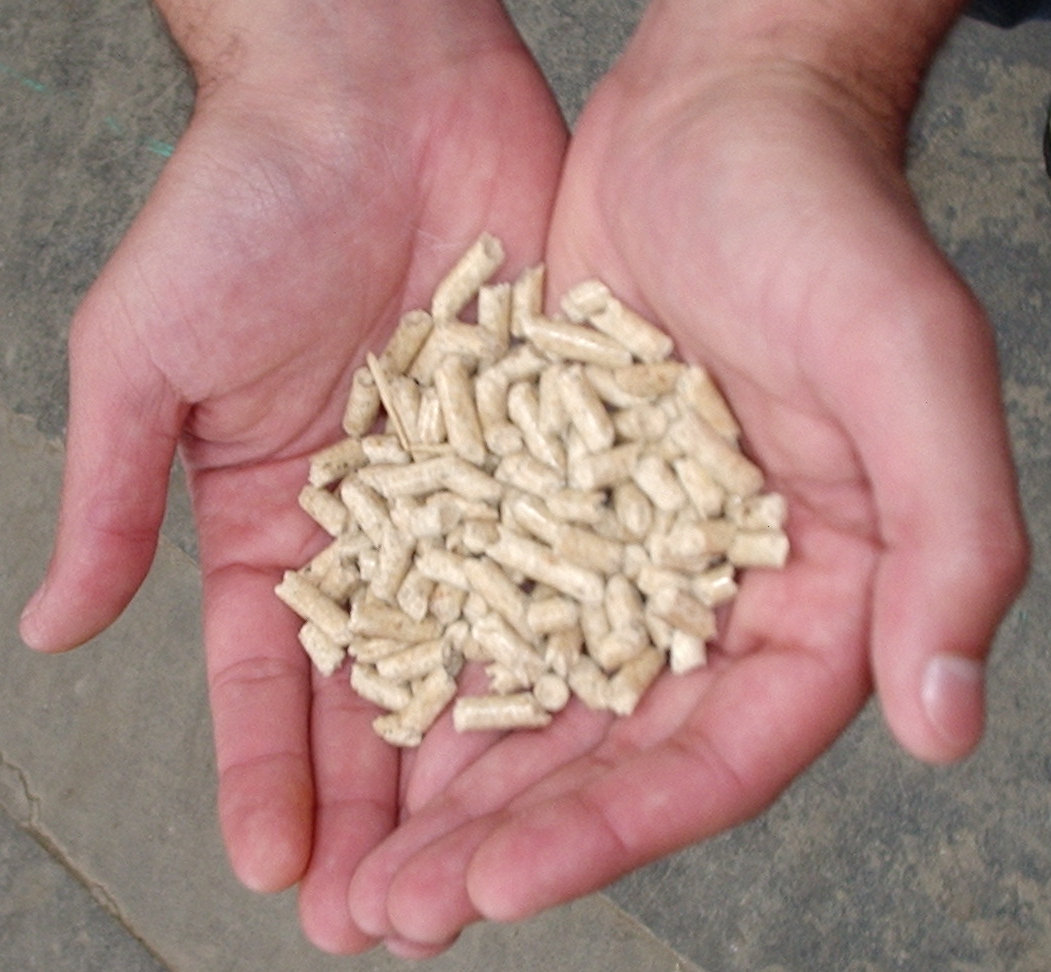
Holzpellets mit etwa 7 mm Durchmesser

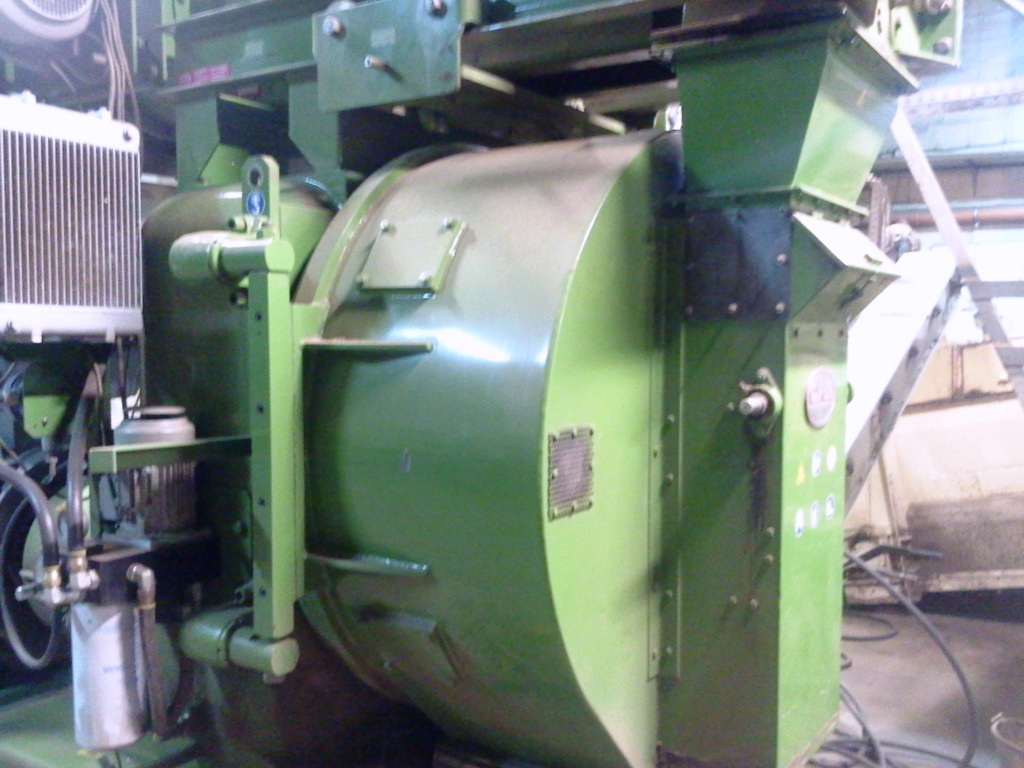
Pelletiermaschine

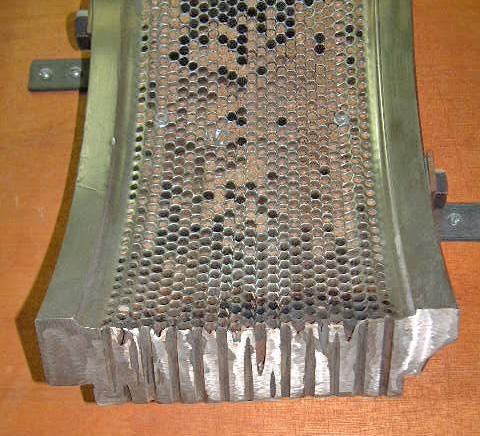
Presskanäle einer Ringmatrize

Als Holzpellets werden stäbchenförmige Pellets mit einer Länge von maximal 25 Millimetern bezeichnet, die vollständig oder überwiegend aus Sägenebenprodukten oder nicht sägefähigem Industrieholz hergestellt werden.  Holzpellets werden vor allem als Brennstoff genutzt, andere Brennstoffpellets sind Strohpellets oder Pellets aus halmgutartiger Biomasse, Torfpellets, Pellets aus Olivenkernen und Olivenpresstrester, Kokosnussschalen oder anderen biogenen Reststoffen.
Die Pelletierung bietet gegenüber anderen biogenen Festbrennstoffen verschiedene Vorteile, wie beispielsweise die automatisierte Nutzung als Brennstoff in speziellen Pelletheizungen (weitere Vorteile siehe Pellet#Zweck).
Holzpresslinge ab 25 Millimeter Durchmesser werden als Holzbriketts bezeichnet, für die teilweise andere Anforderungen gelten.
Holzpellets werden in Kleinfeuerungen, in industriellen Feuerungsanlagen und in Kraftwerken verfeuert.
Hackschnitzel sind eine weitere Form der Zubereitung von Restholz für Feuerungsanlagen. Noch um 1960 gab es Sägespäneöfen zur Wohnraumbeheizung mit zylindrischen Patronen aus Stahlblech, die händisch gestopft wurden. Eine Füllung brannte mehrere Stunden.

## Geschichte
Die Produktion von Holzpellets begann in Nordamerika bereits in den 1930er Jahren. 1978 baute der Flugzeugtechniker Jerry Whitfield im Gefolge der Ölpreiskrise 1973 in den USA einen Pelletofen, der mit gepressten Sägemehlresten, die dem damaligen Kaninchenfutter ähnlich sahen, geheizt wurde. Er erreichte damit weniger Staub-Emissionen in den Abgasen als bei Stückholzöfen. Als er seine Erfindung 1984 auf der jährlichen Wood Heating Alliance Show (Reno, Nevada) vorstellte, erhielt er binnen vier Tagen über 1.000 Ofenbestellungen. In Europa fasste die Nutzung von Holzpellets zuerst in Schweden, Dänemark und Österreich Fuß. Ab 1985 wurden in Schweden getrocknete Holzpellets zur Befeuerung von Kraftwerken eingesetzt, weil Transport und Verfeuerung nasser Holzspäne zu teuer gekommen wäre. Ab 1993 begannen österreichische Heizkesselbauer Pelletöfen in die USA zu exportieren und gleichzeitig den Markt in Österreich zu entwickeln. 1996 wurden Holzpellets in Deutschland als Brennstoff zugelassen und etablierten sich wenig später am deutschen Markt.

## Herstellung
Die Herstellung von Holzpellets erfolgt – zumindest in Deutschland – meist nahe der Rohstoffquelle. Das sind z. B. Säge- und Hobelwerke, in denen als Koppelprodukt Holzabfälle (Hackschnitzel, Säge- und Hobelspäne) anfallen. Rund 10 % der Holzpellets werden auch aus nicht sägefähigem Industrieholz erzeugt.
Das Rohmaterial hat bei der Ankunft im Pelletwerk zumeist einen Wassergehalt von 35 bis 45 m-%. Die Rohstoffe werden danach zerkleinert, beispielsweise durch eine Hammermühle. An das Pelletwerk oder die Holzverarbeitung angeschlossene Biomasseheizwerke oder Biomasseheizkraftwerke können die Wärme zur Trocknung der Rohstoffe liefern. Im nächsten Arbeitsschritt wird das Material konditioniert. Dabei soll ein gleichmäßiger Wassergehalt im Rohmaterial erreicht werden. Auch kann in diesem Arbeitsschritt Stärke als Presshilfsmittel hinzugegeben werden. Anschließend erfolgt der eigentliche Pressvorgang, bei der in einer Pelletieranlage die Pellets geformt werden. Das Material wird unter hohem Druck durch eine Stahlmatrize (Ring- oder Flachmatrize) mit Bohrungen im gewünschten Pelletdurchmesser (je nach Matrize 6 oder 10 mm) gepresst. Durch den Druck und die Reibung im Presskanal findet eine Erwärmung statt. Das im Holz enthaltene Lignin wird dadurch verflüssigt, sodass es als Bindemittel fungiert. Beim Austreten aus der Matrize schneidet zumeist ein Abstreifmesser die Stränge zu Pellets der gewünschten Länge (z. B. Maximallänge 40 mm). Es gibt aber bereits neuere Technologien, bei der die Pellets durch eine Drehbewegung abgelängt werden. Da sich die Pellets beim Pressvorgang auf bis zu 130 °C erhitzen können, werden sie direkt im Anschluss gekühlt.
Der Energieaufwand bei der Pelletherstellung aus Sägeresten beträgt üblicherweise ca. 2,7 % des Energiegehaltes. Dieser Aufwand ist im Vergleich zu anderen Brennstoffen wie Erdgas (10 %) und Heizöl (12 %) sehr gering. Wird hingegen feuchtes Industrie- oder Waldrestholz zur Pelletierung benutzt, kann die benötigte Energie zwischen 3 und 17 % betragen.

## Eigenschaften und Normung
Für Holzpellets gilt die ISO 17225 „Biogene Festbrennstoffe – Brennstoffspezifikationen und -klassen“. Zur Anwendungen kommen Teil 1 „Allgemeine Anforderungen“ und Teil 2 „Klassifizierung von Holzpellets“ der Norm. In Teil 1 werden Herkunft und Quelle für Rohstoffe für die verschiedenen biogenen Festbrennstoffe definiert, auf die in den anderen Teilen der Norm Bezug genommen wird. Außerdem werden Grenzwertklassen für die wesentlichen Qualitätsparameter für die Brennstoffe definiert, darunter auch für Holzpellets. Teil 2 legt Spezifikationen zur Klassifizierung von Pellets fest und unterscheidet dabei zwischen Holzpellets für Kleinfeuerungsanlagen („Verwendung im gewerblichen und häuslichen Bereich“) und Holzpellets für die industrielle Verwendung. Gegenüber Teil 1 werden hier Qualitätsklassen gebildet, in denen die Grenzwerte für verschiedene Parameter zusammengeführt werden.

### Holzpellets zur industriellen Verwendung
Für die Definition von Pellets für die industrielle Verwendung nach ISO 17225 gibt es zwei Möglichkeiten: entweder über Zusammenstellung von Grenzwerten für die einzelnen Parameter gemäß ISO 17225-1 oder die Nutzung vordefinierter Klassen für Pellets für die industrielle Verwendung („I-Klassen“) aus ISO 17225-2. Holzpellets werden in vier Größenklassen und der Wassergehaltsklassen M10 u mit maximal 10 % Wassergehalt gehandelt. Für Aschegehalt (A), mechanische Festigkeit (DU), Feingutanteil (F) und Schüttdichte (BD) sowie für Schwefel- (S), Stickstoff (N) und Chlorgehalt (Cl) sind ebenfalls Klassen festgelegt. Der Gehalt von Additiven ist auf unter 3 m-% limitiert, und Art und Menge müssen angegeben werden. Ebenso sollte die Ascheerweichungstemperatur DT angegeben werden. Die Schüttdichte muss mindestens 600 kg/m³ betragen.

### Holzpellets zur Verwendung im gewerblichen und häuslichen Bereich
Zur nichtindustriellen Verwendung finden nach der ISO 17225-2 nur Pellets mit den Durchmessergrößen D06 und D08 in Wassergehaltsklasse M10 Verwendung. Die Schüttdichte muss mindestens 600 kg/m³, der Feingutanteil darf höchstens 1 %, der Additivgehalt höchstens 2 % betragen. Es sind drei Eigenschaftsklassen festgelegt: A1, A2 und B. Für die Qualitätsklasse A1 gelten die strengsten Anforderungen. Pellets der Klassen A1 und A2 sind aus erntefrischem Holz oder chemisch unbehandelten Holzrückständen hergestellt, im Fall von A1 aus Material mit geringem Asche- und Stickstoffgehalt, bei A2 sind Materialien mit geringfügig höherem Asche- und Stickstoffgehalt möglich (z. B. bei Pellets aus Vollbäumen, Waldrestholz oder Rinden). Pellets der Klasse B können auch aus Industrie-Restholz und chemisch unbehandeltem Gebrauchtholz bestehen und dürfen einen höheren Asche- und Stickstoffgehalt haben. Außerdem ist jeweils ein Mindestwert für den Heizwert und die mechanische Festigkeit festgelegt. Die Festigkeitsprüfung nach ISO 17831-1 beinhaltet eine zehnminütige Behandlung in einem rotierenden Kasten mit Prallblech. Vor und nach dieser Behandlung wird die Probe durch ein Lochblech mit Löchern von 3,15 mm Durchmesser gesiebt, um die Menge des neu entstandenen Feinanteils zu prüfen.
| Eigenschaft                     | Klasse A1 | Klasse A1   | Klasse A2 | Klasse A2   | Klasse B | Klasse B    |
| ------------------------------- | --------- | ----------- | --------- | ----------- | -------- | ----------- |
| Aschegehalt                     | A0.7      | max. 0,7 %  | A1.2      | max. 1,2 %  | A2.0     | max. 2,0 %  |
| Stickstoffgehalt                | N0.3      | max. 0,3 %  | N0.5      | max. 0,5 %  | N1.0     | max. 1,0 %  |
| Festigkeit bei 6 mm Durchmesser | DU98      | min. 98 %   | DU97.5    | min. 97,5 % | DU96.5   | min. 96,5 % |
| Heizwert                        | Q16.5     | >16,5 MJ/kg | Q16.5     | >16,5 MJ/kg | Q16.5    | >16,5 MJ/kg |

Für Schwefel-, Chlor- und Schwermetallgehalte sind Grenzwerte festgelegt. Für die Ascheerweichungstemperatur (DT) sind Grenzwerte definiert, nicht jedoch für die anderen Parameter zur Charakterisierung des Ascheschmelzverhaltens. Die Angabe der entsprechenden Temperaturen (Temperatur zu Beginn der Schrumpfung, Halbkugeltemperatur und Fließtemperatur) wird aber empfohlen.
Um die Einhaltung der ISO 17225-2 für den Verbraucher zu gewährleisten, gibt es in Deutschland und im internationalen Raum zwei Zertifizierungssysteme: DINplus und ENplus. In beiden Zertifizierungen werden die Produktionsstätten jährlich überprüft. Diese Kontrollen sind bei DINplus nach Möglichkeit unangekündigt und seit November 2021 werden je nach Ergebnis der Qualitätsüberprüfung weitere nicht angekündigte Probenahmen innerhalb eines Jahres zur Überprüfung der Pelletqualität gefordert. Seit Ende 2021 gibt es in ENplus-zertifizierten Produktionsstätten zusätzlich eine unangekündigte Überprüfung der Pelletqualität durch eine Probenahme.
Die TÜV Rheinland - DIN CERTCO GmbH ist die benannte Zertifizierungsstelle zur Vergabe des international gültigen Zertifizierungszeichens DINplus, welche mit einem international tätigen Netzwerk aus akkreditierten Prüfpartnern und Inspektionsstellen zusammenarbeitet. Das Zertifizierungsprogramm basiert auf der international gültigen Norm DIN EN ISO 17225-2 und zertifiziert ausschließlich die höchsten Anforderungen nach A1 und fordert darüber hinaus weitere Anforderungen. Es wurde 2002 entworfen und seither immer an die neuen Anforderungen des Marktes sowie der aktuell gültigen Normen angepasst. Es wird zudem in der BImSchV als Nachweis referenziert, wobei sich das darin referenzierte DINplus-Programm seither weiterentwickelt hat und die Anforderungen darin gestiegen sind. Bei DINplus werden bei Produzenten als auch Händlern u. a. die genutzten Rohmaterialien, die Rohmaterialeingangskontrollen, die Produktion, die internen Produktionssicherungen inklusive regelmäßiger interner Messungen, Kalibrierungen der Messmittel, Wartungen der Anlagen, internen Schulungen von Mitarbeitern, Reklamationsmanagement, Korrekturmaßnahmen, Warenausgang sowie Endverbraucherhinweise für die Produkte kontrolliert. Zudem wird eine Probe entnommen und von einem unabhängigen akkreditiertem Labor auf die Verbrennungseigenschaften überprüft. DINplus fordert dabei, über die Anforderungen der Norm hinaus, einen geringeren Aschegehalt von 0,6 %, welcher für die Emissionen eine große Bedeutung hat. Daneben wird in einem separaten Zertifizierungsprogramm die Lagerung und Logistik der Pellets zertifiziert. Zudem gibt es in einem weiteren DINplus-Programm eine Zertifizierung für Pelletöfen. Somit wird über die DINplus-Zertifizierungen die gesamte Kette von der Warenannahme, über die Produktion, bis hin zur Verladung und Verbrennung beim Endverbraucher überprüft.
Das Gütesiegel „ENplus“ ist eine eingetragene Marke der Deutschen Pelletinstitut GmbH. Die Rechte für die Nutzung außerhalb Deutschlands wurden 2011 an den europäischen Biomasseverband Bioenergy Europe übertragen. Dieser vergibt die Nutzungsrechte über den European Pellet Council und nationale Pelletverbände an Unternehmen, die Pellets herstellen, handeln oder befördern und die Vorgaben der Qualitätszertifizierung erfüllen. Die Anforderungen an Pellets für die Siegel ENplus-A1, ENplus-A2 und ENplus-B basieren grundsätzlich auf den entsprechenden Qualitäten der Norm ISO 17225-2. Darüber hinaus wird die gesamte Bereitstellungskette bis zum Endkunden erfasst und entsprechende Lager- und Transportbedingungen vorgeschrieben. Dazu werden neben den Anforderungen an die Fahrzeuge und Lager unter anderem auch welche an die Eigenüberwachung und die Schulung des Personals gestellt. Zudem müssen ständig Rückstellproben (außer Lieferung in 15-kg-Säcken) genommen werden und die Rückverfolgbarkeit aller Lieferungen bis zum Hersteller gewährleistet sein. Außerdem werden die zertifizierten Betriebe jährlich durch die zertifizierende Stelle überprüft. Damit wird sichergestellt, dass auch bei weiteren Umschlägen und Transporten der Pellets die Qualität bis zum Endkunden garantiert werden kann und nicht durch Lagerung oder Transport negativ beeinflusst wird.
Deutschland ist das Land mit den meisten ENplus-zertifizierten Produzenten und Händlern in der EU. Im April 2021 waren 57 Pelletwerke und 141 Pellethändler in Deutschland ENplus-zertifiziert. In Österreich bestanden 2023 40 Werke. Bis 2024 sollen weitere 14 errichtet werden. 90 Prozent der von diesen Werken produzierten Menge sind ENplus zertifiziert.

### Ältere Normen und Zertifizierungen: ÖNORM/DIN/SN – DINplus/SWISSPELLET/PVA
Bis 2011 waren hinsichtlich der Eigenschaften von Pellets aus unbehandeltem Holz in Deutschland und der Schweiz die inhaltlich identischen Normen DIN 51731 bzw. SN 166000, in Österreich die ÖNORM M7135 maßgeblich. Im Vergleich stellte die ÖNORM höhere mechanische Anforderungen, während DIN und SN auch Grenzwerte für Schwermetalle festlegten.
Da die Qualität der Holzpellets durch unsachgemäßen Transport oder Lagerung leiden kann, gab es bis Mai 2019 noch zwei weitere ÖNORMEN für Pellets. In der österreichischen ÖNORM M 7136 waren Anforderungen an die Qualitätssicherung in der Transport- und Lagerlogistik für Holzpellets definiert, in der Norm M 7137 Anforderungen an die Pelletlagerung beim Endverbraucher. Beide Normen wurden im Mai 2019 zurückgezogen.
Der inzwischen nicht mehr existierende Pelletverband Austria (PVA) hat über einige Jahre hinweg ein eigenes Gütesiegel angeboten, das sich durch die Beimischung von Holzstücken mit aufgedrucktem Code zu zertifizierten Pelletchargen ausgezeichnet hat.
Für die Schweiz gab es von 2002 bis 2007 das Zertifizierungsprogramm SWISSPELLET. Unter diesem Label waren ausschließlich Pellets erhältlich, die in der Schweiz produziert worden waren.
Durch das frühere Gütesiegel des Pelletverbandes Austria, die Zertifizierung DINplus (immer noch auf dem Markt, referenziert inzwischen auf die ISO 17225-2) und das ehemalige Label SWISSPELLET kam es zu einer weitgehenden Vereinheitlichung der Produkteigenschaften, da die jeweils höheren Anforderungen der genannten Zertifizierungsprogramme zur Anwendung kamen.
Die nationalen Qualitätsnormen für Holzpellets wurden im Jahr 2011 durch die Europäische Normenreihe EN 14961 abgelöst. In Teil 1 wurden allgemeine Anforderungen an biogene Festbrennstoffe definiert, unter anderem an die Herkunft und Quelle des Rohmaterials. In den Teilen 2 bis 6 wurden Qualitätsklassen für verschiedene biogene Festbrennstoffe festgelegt, Teil 2 beschäftigt sich mit Holzpellets. Die Europäische Normenreihe wurde wiederum im Jahr 2014 durch die internationale Normenreihe ISO 17225 abgelöst, die ISO 17225-2 definiert Anforderungen an Holzpellets. Die ISO-Normen wurden 2021 grundlegend überarbeitet.
Neben den Qualitätsnormen, die Qualitätsklassen mit Grenzwerten für wesentliche Pelleteigenschaften definieren, gab und gibt es auch Normen, die Anforderungen an den pfleglichen Umgang und das Qualitätsmanagement stellen. Parallel zur europäischen Produktnormenreihe EN 14961 wurde 2011 die Normenreihe EN 15234 veröffentlicht, die Qualitätssicherungsmaßnahmen für die Produktion von und den Umgang mit den in der EN 14961 behandelten Festbrennstoffen definiert. Teil 2 behandelt die für Qualitätssicherungsmaßnahmen, die für Holzpellets relevant sind. Die Norm ist noch immer in Kraft, hat in der Praxis jedoch kaum Bedeutung.

## Bedeutung
Die Bedeutung von Holzpellets hat in den letzten Jahren in Deutschland bzw. in Europa stetig zugenommen. So waren 1999 in Deutschland erst 800 Pelletheizungen in Wohnhäusern installiert. Die Anzahl stieg bis 2004 auf 27.000, bis 2008 auf etwa 100.000 und 2013 auf 180.000 an. 2016 waren knapp 422.000 Pelletheizungen in Deutschland installiert, 2021 waren es 570.000. Dabei sind neben Pelletkesseln auch Pelletkaminöfen erfasst.
In Österreich waren im Jahr 2000 7.000 Pelletkessel in Betrieb, 2012 schon mehr als 100.000 und 2020 150.000. Auch die Pelletproduktion nahm weltweit von 2,5 Mio. Tonnen im Jahr 2002 auf 14 Mio. Tonnen Anfang 2008 und 23 Mio. Tonnen im Jahr 2012 zu. 2019 lag sie laut „Statistical Report 2020“ von Bioenergy Europe bei 39,5 Mio. Tonnen. Davon wurden ca. 17,8 Mio. Tonnen in Europa (EU28) produziert.

## Brennstoffkosten
Da die Pellets vor allem aus Koppelprodukten der Sägeindustrie hergestellt werden, hängt die Produktion mit der Baukonjunktur, der allgemeinen Wirtschaftslage (Verpackungsholz) und dem Anfall an Rundholz (Schadholz aus Sturm- oder Käferkalamitäten) zusammen.
Auf dem Pelletmarkt hat es in den vergangenen Jahren starke Zuwächse bei Angebot und Nachfrage mit wechselndem zeitlichen Versatz gegeben. Nach einem anfänglich recht hohen Preis nach Markteinführung Ende der 1990er-Jahre folgte eine Phase relativ niedriger Preise um 3,50 Cent/kWh in Deutschland von 2002 bis 2005. Darauf folgten im Winter 2006/07 mehrere Monate hoher Pelletpreise von mehr als 5 Cent/kWh wegen Angebotsengpässen. Seither bauen die Hersteller kontinuierlich ihre Kapazitäten weiter aus, sodass der Handelswert im Zeitraum von 2011 bis 2020 zwischen 4,62 Cent/kWh und 5,46 Cent/kWh lag. Im Jahr 2021 lag der Preis bei einer Abnahmemenge von 6 Tonnen bei etwa 4,82 Cent/kWh.
Zu Beginn des Jahres 2022 ist der Preis für Pellets sowohl in Deutschland, Österreich als auch der Schweiz deutlich gestiegen und im Frühling nicht, wie sonst üblich, jahreszeitbedingt gesunken. Gründe sind die durch den Krieg Russlands in der Ukraine gestiegenen Produktions- und Transportkosten sowie eine allgemein sehr hohe Nachfrage.

### Kostenvergleich
Zur Einschätzung der Wirtschaftlichkeit einer Pelletheizung sind außer den Brennstoffkosten die spezifischen Kosten der Lagerung und der Verbrennung zu berücksichtigen. Insbesondere bedingt der geringere spezifische Brennwert ein höheres Lagervolumen. Eine Pelletversorgung, bezogen auf den spezifischen Brennwert, sollte daher mindestens 10 % günstiger sein als eine Lagerung von Heizöl oder mindestens 20 % günstiger als die von Lagerkosten freie Zufuhr von Heizgas.
In Österreich belief sich der Kostenvorteil im Jahr 2021 von Pellets gegenüber Heizöl extraleicht seit 2017 im Durchschnitt auf 52,4 %. In Deutschland lag der Preisvorteil von Pellets zu Heizöl im Durchschnitt der Jahre 2010–2021 bei 29,4 %.

### Preisentwicklung

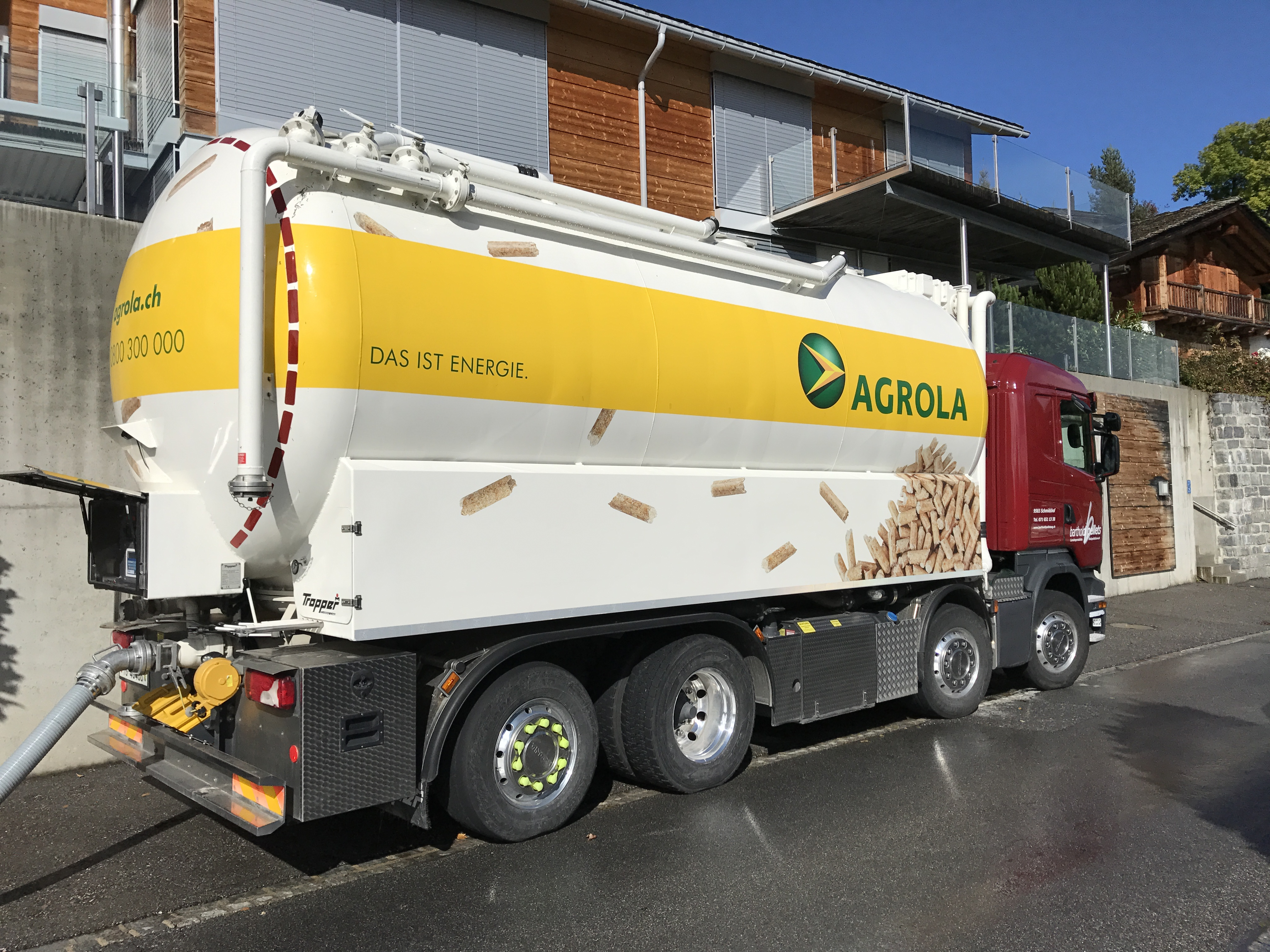
Lieferung von Holzpellets im Tankwagen

- Bis zum Frühjahr 2004 war der Preis für Pellets ungefähr gleich hoch wie der Heizölpreis und ca. 30 % günstiger als für Erdgas. Danach stieg der Preis für Pellets nur moderat, die Preise für Heizöl und Erdgas hingegen stark an. Auf Grundlage der österreichischen Preise lag die Heizkostenersparnis Ende 2005 bei 40 bis 50 % im Vergleich zu Öl. Der Preis schwankte zwischen höheren Preisen im Winter und niedrigen im Sommer.
- Ab Sommer 2006 gab es erstmals keinen Rückgang, sondern eine kontinuierliche Preissteigerung. Der Preis für DIN-Plus-Pellets lag in Deutschland im Juli 2006 bei durchschnittlich 206 € pro Tonne. In Österreich ist der Preis im Herbst 2006 auf bis zu 250 € gestiegen und hat sich im Dezember bei 255 € eingependelt.[59]
- Durch den extrem milden Winter 2006/07, insbesondere aber nach dem Windbruch durch den Wintersturm Kyrill am 18./19. Januar 2007 und dem folgenden Überangebot an Holz, begannen die Preise wieder deutlich zu fallen, bis ins Frühjahr 2007 auf durchschnittlich 185 € je Tonne,[60] und stabilisierten sich durch die massive Ausweitung der Produktionskapazitäten mit 180–200 € bis in den Herbst.
- 2008 hatte der Pelletpreis in Österreich den Wert von 200 € pro Tonne nicht überschritten und lag Mitte 2008 zwischen 155 und 175 €.[61]
- 2010 lag der Preis im Jahresmittel bei einer Lieferung von 5 Tonnen loser Ware im Umkreis von 50 km in Deutschland bei 228,45 € pro Tonne und stieg im Jahr 2011 auf 241,41 € pro Tonne. Bei einem Heizwert von 4,9 kWh/kg entspricht dies 4,66 ct (2010) bzw. 4,93 ct (2011) pro kWh.[62] Im Juni/Juli ist der Preis pro Tonne bis zu 10 % niedriger.
- Im Dezember 2012 kosteten Holzpellets in Deutschland durchschnittlich 256,24 € pro Tonne.[63] Im Jahr 2013 stieg der Pelletpreis in Deutschland nochmals etwas an auf durchschnittlich 273 € pro Tonne, und seitdem bewegt er sich in einem Bereich von ca. 217–270 €. Im Dezember 2020 belief sich der Preis bei einer Abnahme von 6 Tonnen auf 233,23 € pro Tonne.[64] Der Preis in Österreich lag im September 2014 bei 243,2 € pro Tonne,[65] in der Schweiz bei 391,68 CHF/t, das entspricht 324,23 € pro Tonne.[66]
- Die Preisentwicklung in Österreich im Vergleich Erdgas und Holzpellets lässt sich objektiv anhand der Österreichischen Preisindices der Produkte beobachten: Im Januar 2013 lag der Österreichische Gaspreisindex bei 143,75 gegenüber dem Basiswert Januar 2006, d. h. der Gaspreis stieg in diesen sieben Jahren auf das 1,44-fache[67] (zur Verdeutlichung der üblichen Preisschwankungen siehe Gaspreisentwicklung und[68]). Der Pelletpreisindex lag im September 2014 bei 136,80, d. h. der Pelletpreis stieg im Vergleich auf das 1,37-fache.[69] Von 2002 bis 2019 sind die Preise in Österreich um etwa 40 % gestiegen, wobei die Inflation nicht berücksichtigt wurde.[70]
- Trotz eines volatilen Holzmarkts war der Preis für Pellets 2021 bis zum vierten Quartal in Deutschland stabil. Bis Juli lag er unter Vorjahresniveau. Im Jahresdurchschnitt zahlten Heizungsbetreiber für eine Tonne Pellets 240,97 Euro, was 4,82 ct/kWh entspricht. Das waren 1,56 % mehr als im Jahr 2020. Heizöl und Erdgas waren in Deutschland 2021 im Schnitt mit 7,16 ct/kWh bzw. 6,98 ct/kWh rd. 49 bzw. 45 % teurer als die Holzpresslinge.[71] Die durchschnittliche jährliche Preissteigerung von 2012 bis 2021 lag bei 0,24 Prozent; inflationsbereinigt war ein Preisrückgang von 1,44 Prozent bei Pellets zu verzeichnen.
- Im Frühsommer 2022 ist der Preis für Pellets in Deutschland, Österreich und der Schweiz höher als sonst.[72] Die Gründe dafür liegen in den kriegsbedingten globalen Verwerfungen der Energiemärkte, deren Auswirkungen auch den Pelletmarkt treffen. Angesichts einer weiterhin zufriedenstellenden Rohstofflage ist die aktuelle Preissteigerung im Wesentlichen auf eine sprunghaft angestiegene Nachfrage sowie erhöhte Kosten bei Produktion und Transport der Holzpresslinge zurückzuführen.[73][74]

## Versorgungssicherheit
- 2003 wurden bei steigender Nachfrage in Schweden 1,5 Mio. t und Österreich 280.000 t Pellets hergestellt, seinerzeit durchaus ausreichende Mengen.
- Durch den großen Zuwachs an Pelletheizungen kam es im Winter 2005/2006 europaweit zu Lieferengpässen bei Pellets.[75] Wie in jedem Jahr hatten die Pelletproduzenten im Sommer große Mengen an niederländische Kraftwerke geliefert. 2006 wurde dies reduziert und wurden neue Lagerkapazitäten aufgebaut.
- Probleme bereitet vor allem die Versorgungssicherheit, da auch andere Staaten die Verwendung von Pellets fördern: Tschechien etwa – der traditionelle Zulieferer für den österreichischen Markt – deckt zunehmend seinen Eigenbedarf, und auch Italien entwickelt sich zu einem wichtigen Abnehmer, der bereit ist, verhältnismäßig hohe Preise zu bezahlen.[76][77] Die enormen Preissteigerungen des Jahres 2006 sind in diesem Zusammenhang zu sehen, aber auch mit dem außergewöhnlich langen und schneereichen Winter 2005/2006.[78]

Seit dem Ukraine-Krieg (ab 24. Februar 2022) fehlen 3,5 Mio. Jahrestonnen Produktion von Ukraine, Russland und Belarus in Europa.
Der hochpreisige Brennstoffmarkt führt auch zu (lokalen) Engpässen in der Zelluloseindustrie und bei Spanplattenherstellern, die denselben Rohstoff verwenden, und zunehmender Branchenkonkurrenz. Der Bedarf an Zellulose könnte aber teilweise durch die verstärkte Verwendung von Recyclingpapier reduziert werden.

### Situation in Österreich
Die in Österreich in 40 Pelletswerken produzierte Menge betrug im Jahr 2021, laut Erhebung von proPellets Austria, 1,608 Mio. Tonnen. Nach Inbetriebnahme neuer Anlagen 2022 kommen etwa 520.000 Tonnen jährliche Produktionskapazität hinzu. Bis zum Jahr 2026 könnte sich die Produktion laut proPellets Austria auf bis zu 2,6 Mio. Tonnen erhöhen. Aufgrund der letzten, milden Winter sind hohe Lagerreserven vorhanden, wobei die – mit regionalen Brennpunkten – großen Mengen an Schadholz durch Kyrill 2007, Paula und Emma 2008 durch kooperative Vorratshaltung ohne großen Wertverlust verwertet werden sollen. Auch die skandinavischen Länder und zunehmend die EU-Oststaaten entwickeln sich in Europa zu Pellet-Exporteuren. In Österreich sollte der Pelletsbedarf lt. staatlichem Umweltbundesamt 2020 doppelt so groß sein als im Jahr 2010 und bei 22.000 Terajoule (TJ) liegen, was unter Berücksichtigung des Rückgangs beim Gebäudewärmebedarf einer Versorgung von 18 % der österreichischen Haushalte entspricht.
Analog zu anderen Energieträgern stieg in Folge des Ukrainekrieges in Österreich auch der Pelletspreis – binnen einem Jahr bis August 2022 von 225 auf 530 €/t. Daher sollen 2022 und 2023 zu 40 bestehenden Pelletswerken 11 weitere neu gebaut und damit die Produktionskapazität von 1,2 auf 2,2 Mio. Tonnen pro Jahr erhöht werden.

### Situation in Deutschland
In Deutschland ist die Produktionskapazität von ca. 12.000 Tonnen im Jahre 2000 auf 2,3 Millionen Tonnen im Jahr 2008 gestiegen. Im Jahr 2009 überstieg die Produktionskapazität für Holzpellets (2,5 Mio. Tonnen) den Verbrauch um ca. 230 %.
In den folgenden Jahren wurde eine bedeutende Menge an Pelletwerken neu errichtet. Dadurch hat sich die Versorgungssituation nochmals erheblich gebessert.
Im Jahr 2021 betrug die Produktionskapazität in etwa 3,6 Mio. Tonnen, wobei die tatsächliche Produktion 2021 bei ca. 3,3 Mio. Tonnen lag. Bei einem Verbrauch von ca. 2,9 Mio. Tonnen in Deutschland liegt damit die Pelletproduktion deutlich über dem Verbrauch, sodass von einer guten Versorgungssicherheit ausgegangen werden kann.
Auch die Rohstoffversorgung ist gut sichergestellt. Jährlich fallen in Deutschland rund 7 Mio. Tonnen Sägereste aus den ca. 2.000 Sägewerken in Deutschland an, welche als Rohstoff für Pellets genutzt werden können. Zudem beträgt das Aufkommen an nicht sägefähigem Rundholz durchschnittlich ca. 17 Mio. m³ im Jahr. Auch dieser Rohstoff ist für die Pelletproduktion nutzbar. Damit ist für einen weiteren Ausbau der Pelletproduktion noch reichlich Rohstoff vorhanden.

## Gefahren durch Pellets
Pellets sind kleine Holzpresslinge, die inneren Strukturen werden beim Pressen teilweise zerstört. Dadurch können Abbauprodukte wie Kohlenmonoxid und Kohlenwasserstoffe aus den Pellets austreten und sich in der Luft, beispielsweise in einem Pelletsilo, anreichern. Es sind bereits erste Todesfälle durch schwere Vergiftungen bekannt geworden, so kamen im Januar 2010 in Remscheid und im Februar 2011 im schweizerischen Horw Menschen zu Tode. Sie hatten sich in unzureichend durchlüfteten Pellet-Lagerräumen aufgehalten und starben an Vergiftung durch das unsichtbare und geruchlose Gas Kohlenmonoxid. Daher fordern aktuelle einschlägige Normen (DIN EN ISO 20023, VDI 3464) eine konstante Belüftung von Pelletlagern, um diese Gefahr zu minimieren.
Trockene Pellets quellen bis zum 3,5-fachen ihres Ausgangsvolumens auf, wenn sie bei unplanmäßigem Wasserzutritt (Hochwasser, Löschwasser, Wasserrohrbrüche) mit Wasser in Berührung kommen. Dies kann zum Bersten und zu Totalschäden bei gemauerten Pelletlagerräumen führen. Laut einem Bericht des ORF hätten beim Hochwasser 2002 im Keller gelagerte aufgequollene Pellets ein Haus zwei Zentimeter hoch angehoben. Aufgequollene Pelletmassen können nach Abtrocknung sehr hart werden, die Entfernung erfordert hohen mechanischen Aufwand. Erhöhte Wassergehalte > 30 % können zur Vermehrung von Mikroorganismen (Pilze, Sporen, Bakterien) führen und sogar eine Selbstentzündung bewirken (siehe dazu auch Heuselbstentzündung).

## Kritik
Bei der Verpressung dürfen bis zu 2 % Presshilfsmittel, hauptsächlich Stärkemehl, verwendet werden. Sofern nahrungsmitteltaugliche Mehle eingesetzt werden, stehen diese nicht mehr für die Erzeugung von Nahrungsmitteln zur Verfügung.
International gibt es auch Holzpellets aus Tropenholz („tropical wood pellet“). Laut deutscher Umwelthilfe besteht das Risiko, dass das bei Rodungen anfallende Holz (international) als Rohstoff für Pellets verwendet werden könnte. Feste Biomasse unterliegt nicht der deutschen Biomassestrom-Nachhaltigkeitsverordnung, die nur flüssige Biomasse in Hinsicht auf die Erzeugung von Biostrom behandelt. Importe von Tropenholzpellets aus Waldraubbau zur Herstellung von Strom in Biomassekraftwerken und für sonstige Heizzwecke sind zwar gemäß der EU-Holzhandelsverordnung im EU-Raum verboten, eine Übertretung stellt aber in Deutschland keinen Straftatbestand dar, sondern nur eine Ordnungswidrigkeit.  Die europäische Entwaldungsverordnung schützt darüber hinaus auch arbeitsrechtliche und menschenrechtliche Aspekte und verpflichtet alle Händler und Marktteilnehmer zur Garantie der Entwaldungsfreiheit. Ein-, Ausfuhr und Handel von Produkten, die zur Waldschädigung oder Entwaldung beigetragen haben, ist somit ab 2025 verboten und kann neben zivilrechtlichen Folgen zu einer Verwaltungsstrafe in der Höhe von bis zu 4 % des weltweiten Umsatzes führen.
Peter Wohlleben befürchtete 2009, dass durch den Preisdruck mehr Holzreste, Wipfel und Baumstümpfe aus dem Wald geholt werden, die dazu nötigen schweren Maschinen würden den Boden verdichten und die Wasserspeicherfähigkeit in den Bodenporen stören (was wiederum Auswirkungen auf Grundwasserspiegel hätte). Mit den Wipfeln würden auch Mineralstoffe entfernt, die früher durch Verrottung wieder in den Boden eingebracht wurden. Die Nachfrage nach Waldrestholz zwinge Papier- und Spanplattenhersteller (die bisherigen Abnehmer für Waldrestholz) dazu, wertvolleres Rundholz zu verwenden, die gesamte gestiegene Nachfrage führe somit zu steigenden Holzpreisen.
Diese Befürchtung bewahrheitete sich allerdings nicht. Der Marktpreis für Pellets sank seit 2009 inflationsbereinigt (bis auf den durch den russischen Überfall auf die Ukraine bedingten temporären Anstieg) sogar deutlich. 
Nach einer Studie der Österreichischen Gesellschaft für Umwelt und Technik aus dem Jahr 2011, die Kapitalkosten und laufende Kosten von brennstoffbetriebenen Heizungsanlagen unter verschiedenen Heizwärmeverbräuchen und Energiepreisszenarien vergleicht, rechneten sich damals Pelletheizungen bei geringeren oder gleich bleibenden Energiepreisen im Vergleich zu fossilen Heizsystemen „nur für deutlich überdurchschnittliche Wärmeverbraucher“. Je mehr Energie etwa bei Niedrigenergiehäusern durch Wärmedämmung eingespart wird, desto mehr schlagen die hohen Anlagenerrichtungskosten im Gesamtpreis über die Lebensdauer durch. Pelletheizungen stellen dann „unter Annahme konstant niedriger Energiepreise u. U. sogar das teuerste (brennstoffbetriebene, Anm.) Heizsystem dar“. Pelletheizkessel brächten aber neben Scheitholzheizungen die niedrigsten Gesamtkosten, wenn die Heizkosten fossiler Brennstoffe steigen.

### Emissionen
Herstellung, Trocknung und Lieferung von Pellets haben einen Einfluss auf die CO2-Bilanz. Holzpellets erreichen dabei eine CO2-Bilanz von 17,4 (Industrierestholz) bis 29,8 (Waldrestholz) gCO2Äq/MJ. (Vergleich: Scheitholz: 2,62–4,97 gCO2Äq/MJ; Erdöl:16,8g CO2-Äq/t).

### Allgemein
- Pelletlagerung, Entnahme- und Beschickungssysteme

### Deutschland
- Bayerische Landesanstalt für Wald und Forstwirtschaft (LWF): Energie aus Holz – Holzpellets
- Bund der Energieverbraucher – Holzpellets
- C.A.R.M.E.N. – Preisentwicklung bei Holzpellets – Der Pellet-Preis-Index